# Omega Diamonds
Omega Diamonds was een Belgisch bedrijf actief in de handel van diamant. Het bedrijf was in handen van Sylvain Goldberg en Ehud Laniado. Het winstgevende bedrijf raakte in 2008 verwikkeld in de grootste fraudezaak die de Antwerpse diamantsector ooit kende en schikte 5 jaar later voor 160 miljoen euro. 

## Geschiedenis

### Angola in de jaren ’90
Goldberg en Laniado verkregen in Angola een bevoorrechte positie in de diamanthandel, waarvoor we terug moeten naar de situatie in Angola in de jaren ’90. Hun partner Levajev verkreeg voor 58 miljoen dollar een participatie van 18% in Catoca, tot dan een joint venture tussen het Russische diamantbedrijf Alrosa en de Angolese staatsonderneming en enige concessiehouder van de diamantmijnen Endiama (Empresa Nacional de Diamantes de Angola).
Om meer aan de diamanten over te houden bij de verkoop dan via de Britse-Afrikaanse monopolist De Beers, stelde Levajev aan Dos Santos voor om zelf een verkoopvehikel op te zetten met enkele privé-investeerders. Zo verkreeg hij in 2000 een belang van 24,5% in Angola Selling Corporation (ASCorp). Eenzelfde belang kwam terecht bij Trans Africa Investment Services (TAIS), een Zwitserse vennootschap van Laniado en Goldberg, waarin ook Isabel dos Santos, nauw bevriend met Laniado, aandelen zou hebben via haar gelijknamige investeringsmaatschappij TAIS te Gibraltar. Meerderheidsaandeelhouder werd het Angolese staatsbedrijf Sodiam (Sociedad de Comercializaçao de Diamantes de Angola, opvolger van Endiama).
Nu kon het door Goldberg opgezette Omega Diamonds gaan dienen als verkooppunt in ’s werelds grootste centrum voor handel in ruwe diamant, Antwerpen. Daarbij werd ook iets bedacht en opgezet om de hoge winsten niet ten prooi te laten vallen aan de Belgische fiscus. Met winstmarges van 20 tot 50 procent haalden ze tussen 2001 en 2008 jaarlijks gemiddeld voor 1,2 miljard dollar aan diamanten uit Congo en Angola. Hiervoor gebruikten ze handelsroutes via Israël en Genève en via Dubai. 

### Frauduleuze handel
De diamanten werden eerst gekocht door een ‘onafhankelijke’ koper. Die deed niets anders met de diamanten dan ze samenvoegen met andere partijen diamant, zodat er een nieuw Kimberley-certificaat op kon worden geplakt, nu met “mixed origin” als oorsprong. Hierbij werd ook de prijs flink verhoogd, zodat het leek alsof de winst van Omega Diamonds in Antwerpen marginaal was. In 2008 werd een juridisch onderzoek opgestart. De twee eigenaars probeerden tot een schikking te komen met zowel justitie, de fiscus en de douane, waarbij die zouden afzien van strafrechtelijke vervolging. 
Openbaar aanklager Peter Van Calster wilde daar niet van weten en de goedkeuring van de Bijzondere Belastinginspectie was ook niet verzekerd. Eén en ander leidde tot de zogenaamde Diamantoorlog binnen de Antwerpse diensten. Bovendien brak weer een nieuw schandaal uit waarin Antwerpse diamantairs duizenden geheime Zwitserse rekeningen bij HSBC bleken te hebben. Met procureur-generaal Yves Liégeois groeide de politieke druk om de in 2012 ingevoerde Wet op de verruimde minnelijke schikking (de ‘Afkoopwet’) toe te passen. Daarmee werden slepende rechtszaken voorkomen en stroomde er sneller geld in de schatkist.
Door gebruik te maken van deze Afkoopwet, konden de diamantairs de schade beperken tot een belastingcen een boete van samen 160 miljoen euro.